# Юулю
Юулю (Йоулю) (кит.: 優留; д/н — 87) — 2-й шаньюй північних хунну в 75—87 роках. Вимушений був перейти до оборони.

## Життєпис
Син або онук шаньюя Пуну. Близько 75 року спадкував владу. Невдовзі стикнувся з потужними повстанням племен сяньбі, чим скористався Хусє-Шічжухоуді, шаньюй південних хуну за підтримки ханського уряду. Підтиском цих ворогів Йоулю відступив до північних володінь.
У 83 році старійшина одного з кланів Гілюс Саньмулеуцзи разом з 38 тис. осіб перейшов на бік Східної Хань, мігрувавши на південь. У 84 році домовився з китайським керівництвом командирства Увей щодо торгівлі хунну у прикордонних фортецях, але цьому завадили напади південних хунну. Намагаючись досягти тривалого миру та відновлення впливу на Великий шовковий шлях Юулю став погрожувати Східній Хань війною. Натомість китайські чиновники викупили полонених в південних хунну, поселивши тих в прикордонні.
У 85 році північнохуннуські старійшини Цзюйлічжобін й Челі з 73 тис. осіб вступив в ханське підданство. Того ж рок ушаньюй зазнав ударів від південних хунну, дінлінів й сяньбі, повстали князівства в Сіюї. У 87 році сяньбі, що здобули на той час незалежність, напали на ставку Юулю, якого вбили, а потім здерли з того шкіру. Владу успадкував син відомий як Північний шаньюй.